# NBA Finals 2022
Le NBA Finals 2022 sono state la fase finale della stagione 2021-2022 della NBA, a conclusione dei playoff della stessa stagione. Nella serie al meglio delle sette, i Golden State Warriors, campioni della Western Conference hanno sconfitto i Boston Celtics, campioni della Eastern Conference in sei partite, vincendo così il quarto titolo in otto stagioni. Stephen Curry, playmaker dei Golden State Warriors, è stato scelto come MVP delle Finals per la prima volta nella sua carriera.
I Warriors si sono guadagnati il fattore campo grazie al miglior piazzamento in regular season. I Celtics hanno vinto gara-1 giocata fuori casa, tornando poi a Boston con la serie in parità per 1-1. Anche gara-3 è stata vinta sempre dai Celtics, da quel momento però i Warriors non hanno più perso, vincendo così la serie per 4-2. Golden State torna così alla vittoria dopo le Finals 2018, conquistando il settimo titolo della franchigia. Boston rimane comunque la squadra con più titoli vinti insieme ai Los Angeles Lakers.
Le NBA Finals sono tornate alla loro normale programmazione di giugno, per la prima volta dopo l'edizione del 2019, l'ultima prima della pandemia di COVID-19. La serie è iniziata il 2 giugno e si è conclusa il 16 giugno. Sponsorizzata dal servizio di streaming YouTube TV, le Finals sono state rinominate in 2022 NBA Finals presented by YouTube TV. Questa edizione delle Finals è stata il rematch dell'edizione del 1964, dove i Celtics hanno battuto gli allora San Francisco Warriors in cinque partite.

## Premesse

### Boston Celtics

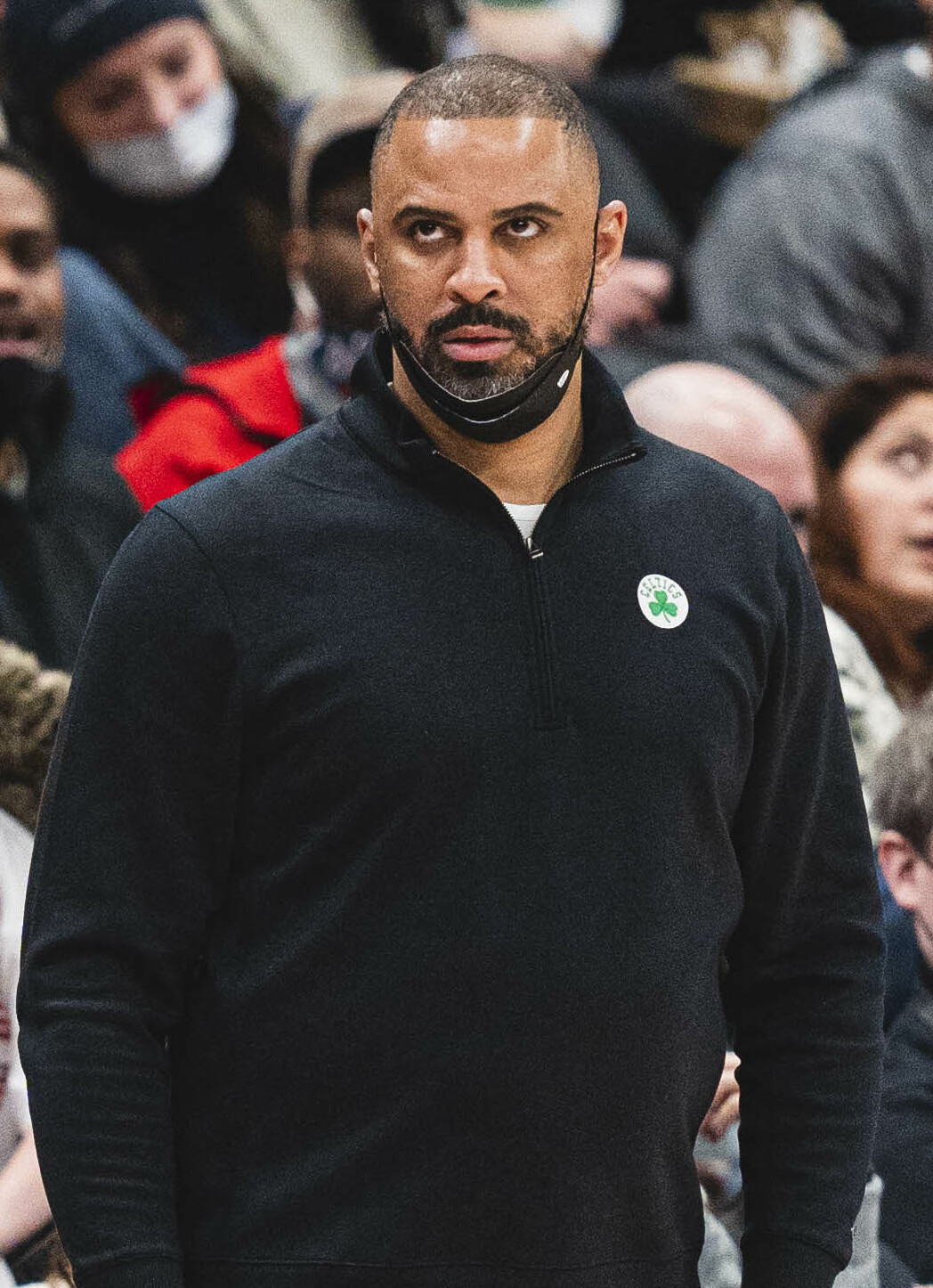
Nel suo prima anno da head coach, Ime Udoka ha riportato i Celtics alle NBA Finals dopo 12 anni.

Dopo la stagione 2020-2021, i Boston Celtics hanno nominato Brad Stevens president of basketball operations al posto di Danny Ainge, il quale aveva annunciato il suo ritiro. La prima operazione di Stevens è stata quella di scambiare Kemba Walker, una scelta al primo giro del draft 2021 ed una scela al secondo giro del draft 2025 in cambio di Al Horford, Moses Brown ed una scelta al secondo giro del draft 2023. Al posto di Stevens, la dirigenza ha nominato Ime Udoka come head coach; prima dell'approdo ai Celtics, Udoka era uno degli assistant coach dei Brooklyn Nets. Dopo una partenza a rilento, con un record di 16-19 ed il decimo posto nella Eastern Conference, i Celtics hanno concluso la regular season con un record di 51-31, vincendo 35 delle ultime 47 gare, chiudendo al secondo posto della Conference.
Nel primo turno dei playoff, i Celtics sono riusciti nello sweep ai danni dei Brooklyn Nets; proprio la squadra di New York era vista da molti esperti come la favorita in post-season, grazie alla presenza in squadra di Kevin Durant, Kyrie Irving e James Harden, scambiato poi a stagione in corso. Al secondo turno, i Celtics hanno affrontrato i campioni in carica dei Milwaukee Bucks, guidati dall'MVP delle Finals 2021 Giannīs Antetokounmpo. Dopo essersi trovati sotto per 3-2, i Celtics sono riusciti a ribaltare il risultato e vincere la decisiva gara-7. Dopo le prime tre gare delle Conference Finals, i Celtics erano in svantaggio sui Miami Heat, guidati da Jimmy Butler, per 2-1; alla fine però la squadra di Udoka riuscì a ribaltare ancora il risultato vincendo la serie per 4-3.

### Golden State Warriors

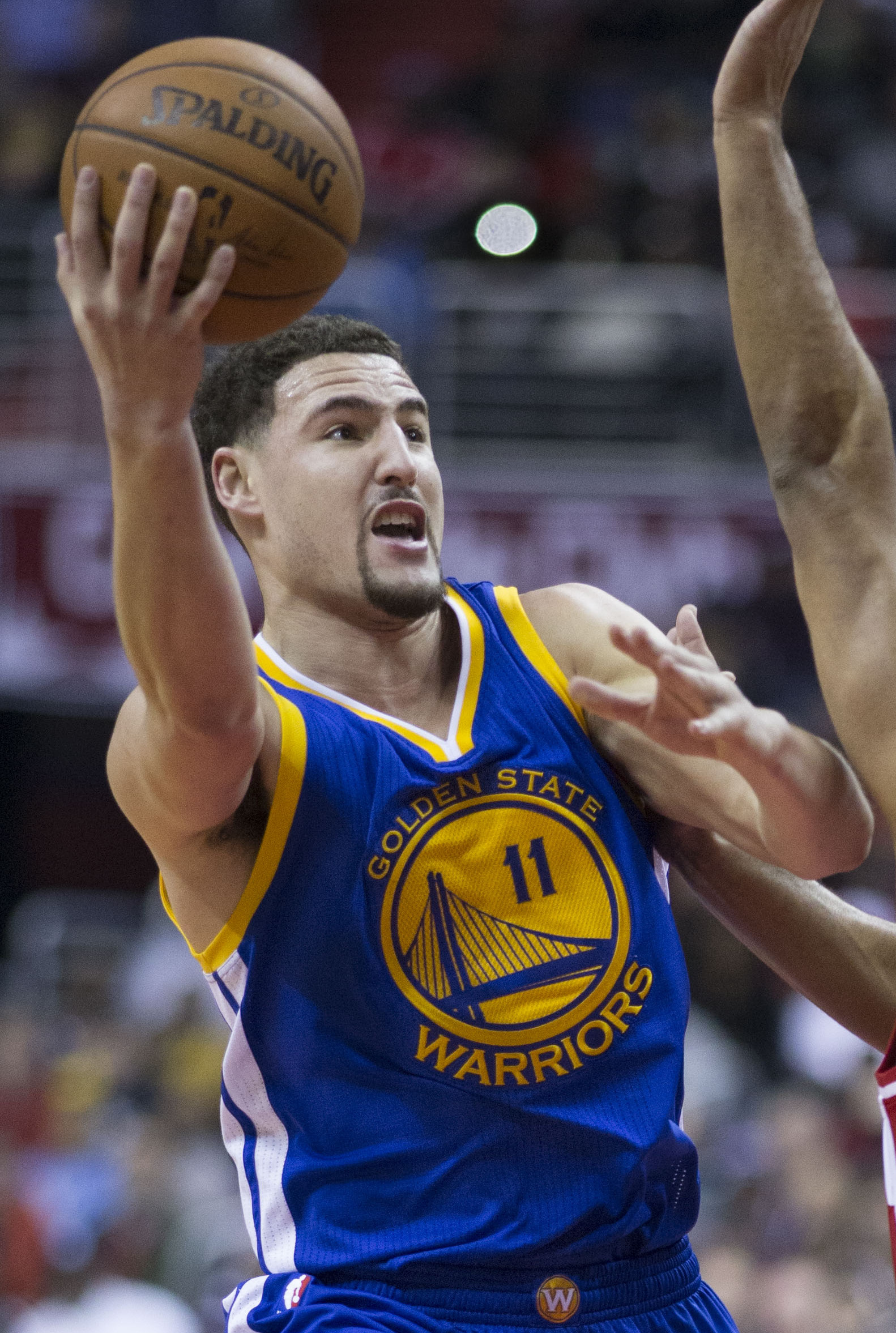
Klay Thompson al rientro dopo due stagioni fuori a causa di un infortunio.

Dopo aver raggiunto per cinque anni di fila le Finals (dal 2015 al 2019), i Warriors sono stati colpiti da pesanti infortuni per le due stagioni successive, con Klay Thompson fuori per le intere stagioni 2019-2020 e 2020-2021 e Stephen Curry che ha giocato sole 68 partite nelle due stagioni precedenti. La stagione 2021-2022 inizia nel migliore dei modi, grazie a 18 vittorie su 20 partite, con Curry che diventa il miglior realizzatore da 3 punti di sempre e con il ritorno di Thompson il 9 gennaio 2022, ben 941 giorni dopo l'ultima partita in NBA. I Warriors beneficiano anche delle giocate di  Andrew Wiggins, acquistato dai Warriors nel 2020 dopo sei stagioni giocate con la maglia dei Minnesota Timberwolves, giocate grazie alle quali si è guadagnato il posto in quintetto titolare dell'NBA All-Star Game. I Warriors chiudono la regular season al terzo posto della Western Conference con un record di 53-29.
Al primo turno dei playoff, i Warriors hanno sconfitto facilmente i Denver Nuggets dell'MVP Nikola Jokić per 4-1, con Stephen Curry in uscita dalla panchina in quattro delle cinque gare disputate a causa della gestione post-infortunio al piede. I Warriors hanno poi eliminato la seconda testa di serie della Western Conference, i Memphis Grizzlies del Most Improved Player Ja Morant, sconfiggendoli in sei partite. Grazie alla vittoria per 4-1 nei confronti dei Dallas Mavericks, i Warriors tornano alle Finals per la sesta volta in otto stagioni, nonché la dodicesima volta della loro storia.

### Road to the Finals
| Eastern Conference | Eastern Conference       | Eastern Conference | Eastern Conference | Eastern Conference | Eastern Conference | Eastern Conference |
| #                  | Squadra                  | V                  | S                  | V%                 | PR                 | PG                 |
| ------------------ | ------------------------ | ------------------ | ------------------ | ------------------ | ------------------ | ------------------ |
| 1                  | c – Miami Heat *         | 53                 | 29                 | .646               | –                  | 82                 |
| 2                  | y – Boston Celtics *     | 51                 | 31                 | .622               | 2,0                | 82                 |
| 3                  | y – Milwaukee Bucks *    | 51                 | 31                 | .622               | 2,0                | 82                 |
| 4                  | x – Philadelphia 76ers   | 51                 | 31                 | .622               | 2,0                | 82                 |
| 5                  | x – Toronto Raptors      | 48                 | 34                 | .585               | 5,0                | 82                 |
| 6                  | x – Chicago Bulls        | 46                 | 36                 | .561               | 7,0                | 82                 |
|                    |                          |                    |                    |                    |                    |                    |
| 7                  | x – Brooklyn Nets        | 44                 | 38                 | .537               | 9,0                | 82                 |
| 8                  | pi – Cleveland Cavaliers | 44                 | 38                 | .537               | 9,0                | 82                 |
| 9                  | x – Atlanta Hawks        | 43                 | 39                 | .524               | 10,0               | 82                 |
| 10                 | pi – Charlotte Hornets   | 43                 | 39                 | .524               | 10,0               | 82                 |
|                    |                          |                    |                    |                    |                    |                    |
| 11                 | N.Y. Knicks              | 37                 | 45                 | .451               | 16,0               | 82                 |
| 12                 | Wash. Wizards            | 35                 | 47                 | .427               | 18,0               | 82                 |
| 13                 | Indiana Pacers           | 25                 | 57                 | .305               | 28,0               | 82                 |
| 14                 | Detroit Pistons          | 23                 | 59                 | .280               | 30,0               | 82                 |
| 15                 | Orlando Magic            | 22                 | 60                 | .268               | 31,0               | 82                 |

| Western Conference | Western Conference      | Western Conference | Western Conference | Western Conference | Western Conference | Western Conference |
| #                  | Squadra                 | V                  | S                  | V%                 | PR                 | PG                 |
| ------------------ | ----------------------- | ------------------ | ------------------ | ------------------ | ------------------ | ------------------ |
| 1                  | z – Phoenix Suns *      | 64                 | 18                 | .780               | –                  | 82                 |
| 2                  | y – Memphis Grizzlies * | 56                 | 26                 | .683               | 8,0                | 82                 |
| 3                  | x – G.S. Warriors       | 53                 | 29                 | .646               | 11,0               | 82                 |
| 4                  | x – Dallas Mavericks    | 52                 | 30                 | .634               | 12,0               | 82                 |
| 5                  | y – Utah Jazz *         | 49                 | 33                 | .598               | 15,0               | 82                 |
| 6                  | x – Denver Nuggets      | 48                 | 34                 | .585               | 16,0               | 82                 |
|                    |                         |                    |                    |                    |                    |                    |
| 7                  | x – Minnesota T'wolves  | 46                 | 36                 | .561               | 18,0               | 82                 |
| 8                  | pi – L.A. Clippers      | 42                 | 40                 | .512               | 22,0               | 82                 |
| 9                  | x – N.O. Pelicans       | 36                 | 46                 | .439               | 28,0               | 82                 |
| 10                 | pi – San Antonio Spurs  | 34                 | 48                 | .415               | 30,0               | 82                 |
|                    |                         |                    |                    |                    |                    |                    |
| 11                 | L.A. Lakers             | 33                 | 49                 | .402               | 31,0               | 82                 |
| 12                 | Sacramento Kings        | 30                 | 52                 | .366               | 34,0               | 82                 |
| 13                 | Portland T. Blazers     | 27                 | 55                 | .329               | 37,0               | 82                 |
| 14                 | Oklahoma Thunder        | 24                 | 58                 | .293               | 40,0               | 82                 |
| 15                 | Houston Rockets         | 20                 | 62                 | .244               | 44,0               | 82                 |

Note:
- z – Fattore campo per gli interi playoff
- c – Fattore campo per le finali di Conference
- y – Campione della division
- x – Qualificata ai playoff
- p – Qualificata ai play-in
- e – Eliminata dai playoff
- * – Leader della division

| Boston Celtics (Vincitore della Eastern Conference)    | Boston Celtics (Vincitore della Eastern Conference) |                          | Golden State Warriors (Vincitore della Western Conference) | Golden State Warriors (Vincitore della Western Conference) |
| ------------------------------------------------------ | --------------------------------------------------- | ------------------------ | ---------------------------------------------------------- | ---------------------------------------------------------- |
| Sconfitta la settima testa di serie Brooklyn Nets, 4–0 | Primo turno                                         | Primo turno              | Sconfitta la sesta testa di serie Denver Nuggets, 4–1      |                                                            |
| Sconfitta la terza testa di serie Milwaukee Bucks, 4–3 | Semifinali di Conference                            | Semifinali di Conference | Sconfitta la seconda testa di serie Memphis Grizzlies, 4–2 |                                                            |
| Sconfitta la prima testa di serie Miami Heat, 4–3      | Finali di Conference                                | Finali di Conference     | Sconfitta la quarta testa di serie Dallas Mavericks, 4–1   |                                                            |

### Regular season
I Warriors ed i Celtics si sono affrontati due volte in regular; in tutte e due le partite, la squadra in trasferta ha vinto il match.
| Boston 17 dicembre 2021 | G.S. Warriors | 111 – 107 referto          | Boston Celtics | TD Garden |
| Curry 30 Wiggins 27 Iguodala 12 Punti 27 Tatum 20 Brown 19 Smart Green 8 Assist 8 Smart Looney 10 Rimbalzi 11 Williams III Steve Kerr Allenatori Ime Udoka |               |                            |                |           |
| |               |                            |                |           |
| Curry 30 Wiggins 27 Iguodala 12 | Punti         | 27 Tatum 20 Brown 19 Smart |                |           |
| Green 8 | Assist        | 8 Smart                    |                |           |
| Looney 10 | Rimbalzi      | 11 Williams III            |                |           |
| Steve Kerr | Allenatori    | Ime Udoka                  |                |           |

| San Francisco 16 marzo 2022 | Boston Celtics | 110 – 88 referto              | G.S. Warriors | Chase Center |
| Brown , Tatum 26 Smart 20 Pritchard 10 Punti 29 Poole 18 Thompson 9 Looney Smart 8 Assist 4 Looney Tatum 12 Rimbalzi 8 Green , Looney Ime Udoka Allenatori Steve Kerr |                |                               |               |              |
| |                |                               |               |              |
| Brown, Tatum 26 Smart 20 Pritchard 10 | Punti          | 29 Poole 18 Thompson 9 Looney |               |              |
| Smart 8 | Assist         | 4 Looney                      |               |              |
| Tatum 12 | Rimbalzi       | 8 Green, Looney               |               |              |
| Ime Udoka | Allenatori     | Steve Kerr                    |               |              |

## Riassunto della serie
| Gara   | Giorno    | Trasferta             | Risultato     | Casa                  |
| ------ | --------- | --------------------- | ------------- | --------------------- |
| Gara-1 | 2 giugno  | Boston Celtics        | 120–108 (1–0) | Golden State Warriors |
| Gara-2 | 5 giugno  | Boston Celtics        | 88–107 (1–1)  | Golden State Warriors |
| Gara-3 | 8 giugno  | Golden State Warriors | 100–116 (1–2) | Boston Celtics        |
| Gara-4 | 10 giugno | Golden State Warriors | 107–97 (2–2)  | Boston Celtics        |
| Gara-5 | 13 giugno | Boston Celtics        | 94–104 (2–3)  | Golden State Warriors |
| Gara-6 | 16 giugno | Golden State Warriors | 103–90 (4–2)  | Boston Celtics        |

## Riepilogo delle partite
Note: Tutti gli orari si riferiscono al fuso orario EDT (UTC-4) come riportato dall'NBA. Se la partita si gioca in un fuso orario diverso, viene indicata anche l'ora locale.

### Gara 1
| Arbitri: | Marc Davis John Goble James Williams |

|                              |            |                                 |
| Horford 26 Brown 24 White 21 | Punti      | 34 Curry 20 Wiggins 15 Thompson |
| Tatum 13                     | Assist     | 5 Curry, Green, Looney          |
| Brown 7                      | Rimbalzi   | 11 Green                        |
| Ime Udoka                    | Allenatori | Steve Kerr                      |

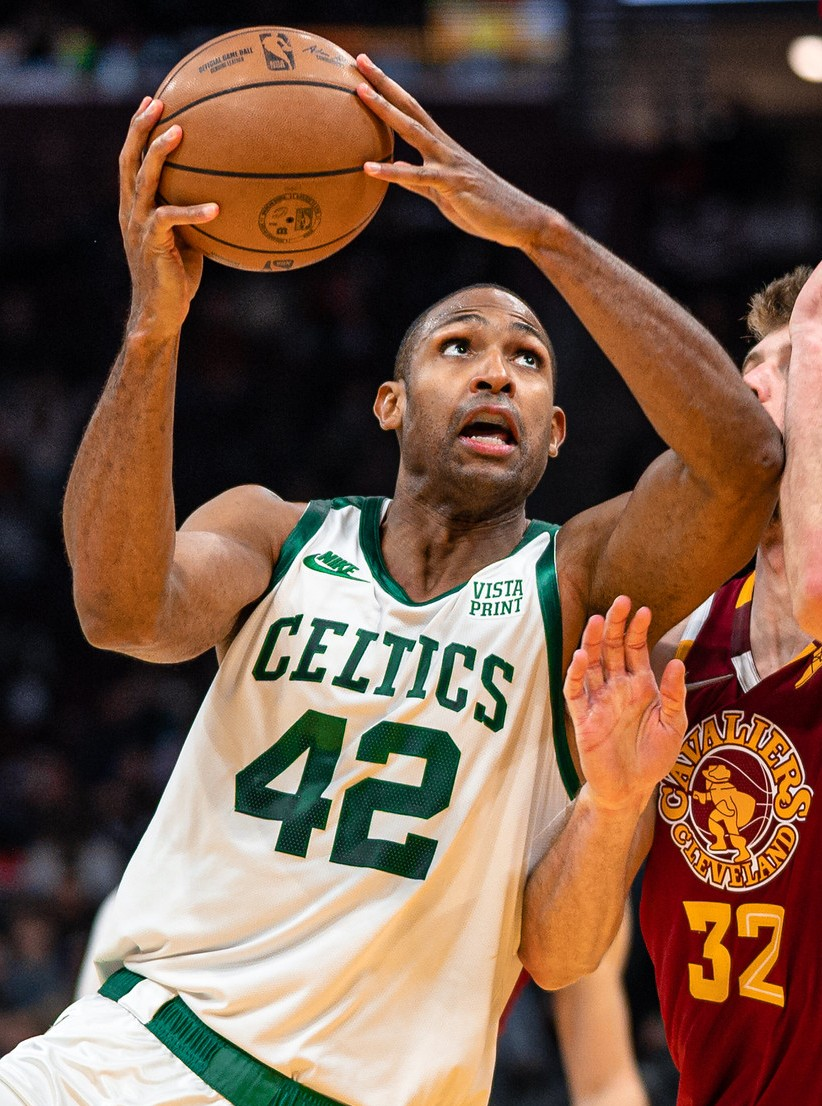
Al Horford è stato il miglior marcatore dei Celtics con 26 punti nella sua prima partita delle Finals, chiudendo il quarto quarto con un 100% dal campo.

Dopo 141 partite di playoff giocate senza mai arrivare alle Finals, Al Horford ha guidato Boston alla vittoria grazie ai suoi 26 punti ed al parziale di 8-0 tutto suo ad inizio di quarto quarto, vinto dai Celtics per 40-16. Jaylen Brown ha contribuito al parziale di 17-0 del quarto quarto, segnando 10 dei suoi 24 punti nell'ultimo quarto. Jayson Tatum ha invece segnato soli 12 punti, segnando solo 3 dei 17 tiri tentati, ma aiutando la squadra con 13 assist, record di tutti i tempi per un giocatore debuttante alle Finals. Gli altri quattro giocatori del quintetto iniziale hanno chiuso la partita con il 60% dal campo (30 su 50), segnando anche 12 dei 23 tentativi (52%) da tre punti, di cui ben sette segnati nel solo quarto quarto. Marcus Smart ha chiuso il match con 18 punti, mentre Derrick White, anche lui uscito dalla panchina, ha chiuso con 21 punti.
Per i Warriors, Stephen Curry ha chiuso il primo quarto con ben 21 punti segnati, tirando 6 su 8 da dietro l'arco, stabilendo così il nuovo record per le triple segnate in un solo quarto della storia delle Finals. I 21 punti sono il secondo miglior risultato per punti segnati in un singolo quarto delle Finals, solo Michael Jordan nel quarto quarto di gara-4 nel 1993 ha realizzato più punti, 22 per la precisione. Nonostante una grande partenza, Curry ha faticato negli altri tre quarti tirando 5 su 16 dal campo, con i Warriors che hanno buttato al vento il vantaggio di fine terzo quarto, quando erano avanti 92-80. Nonostante gli 11 rimbalzi catturati, Draymond Green ha chiuso il match con 2 tiri segnati su 12, 0 su 3 dalla linea del tiro libero ed uscendo per falli ad un minuto dalla fine della partita.
La rimonta dei Celtics è anch'essa da record, nessuna squadra aveva ricucito uno svantaggio di così tanti punti a fine terzo quarto delle Finals; in precedenza il record era detenuto dai Chicago Bulls che avevano recuperato lo svantaggio di 15 punti dai Portland Trail Blazers in gara-6 del 1992. La vittoria ha anche portato il record dei Celtics in postseason a 8–2 in trasferta, mentre i Warriors sono scesi a 9–1 in casa, subendo la prima sconfitta. Entrambe le squadre hanno anche realizzato un totale di 40 tiri da tre punti, il massimo in una partita delle Finals NBA, superando il precedente record di 35 stabilito nel 2017.

### Gara 2
| Arbitri: | Zach Zarba Tony Brothers Josh Tiven |

|                            |            |                             |
| Tatum 28 Brown 17 White 12 | Punti      | 29 Curry 17 Poole 12 Looney |
| Smart 5                    | Assist     | 7 Green                     |
| Horford 8                  | Rimbalzi   | 7 Looney                    |
| Ime Udoka                  | Allenatori | Steve Kerr                  |

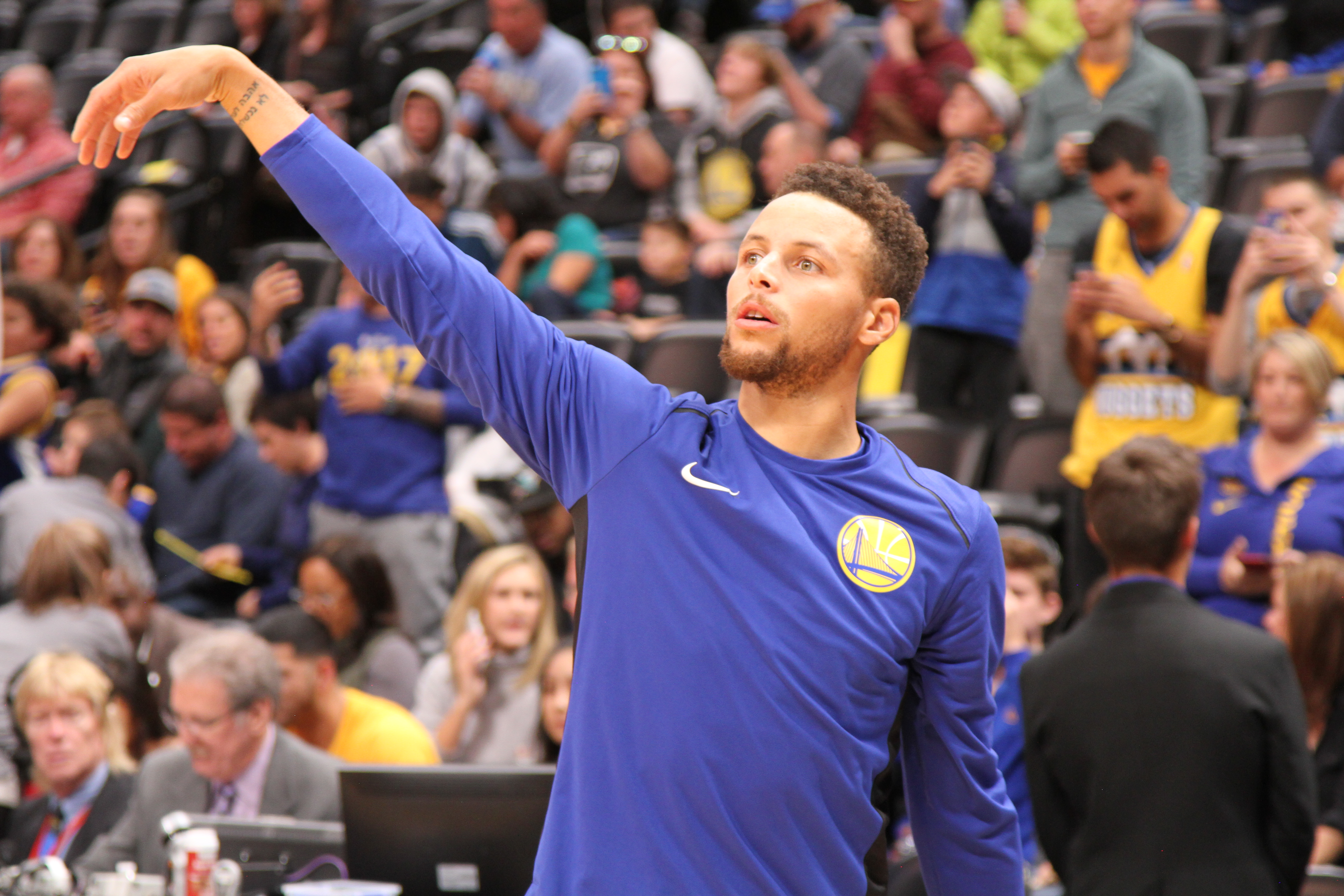
Stephen Curry ha segnato 29 punti per i Warriors in gara-2, risultando così il miglior realizzatore di gara 2.

Grazie ai 29 punti di Curry ed al parziale di 35-14 del terzo quarto, i Warriors hanno battuto i Celtics per 107-88, portando la serie in parità. Grazie al parziale di 43-14 realizzato tra il secondo quarto e l'inizio del quarto quarto, i Warriors hanno imposto il loro gioco e si sono imposti brillantemente. Oltre a Curry, i Warriors hanno beneficiato dei 17 punti di Jordan Poole, tra cui un tiro da tre punti realizzato da circa 12 metri a pochi secondi dalla fine del terzo quarto, portando Golden State in vantaggio di 23 punti. Dal canto suo, Boston ha perso ben 19 palloni, i quali hanno portato a 33 punti facili per i Warriors.
Draymond Green ha chiuso la partita con nove punti, cinque rimbalzi e sette assist, ma il suo contributo maggiore è stato in difesa e nel gioco fisico. Dopo soli 13 secondi di gioco, ha portato Horford a giocare una palla a due, oltre ad esser stato il miglior marcatore di Brown, tenendolo a soli 5 tiri realizzati su 17. Nonostante le buone performance di Jayson Tatum, autore di 21 punti nel primo tempo tirando 7 su 16 dal campo, e di Brown, il quale ha chiuso il primo tempo a quota 15 punti, Boston è arrivata a metà partita ancora sotto di due punti. Il terzo quarto è stato il vero spartiacque del match, con Tatum autore di solo due tiri dal campo, nonostante abbia giocato per tutti e 12 i minuti del quarto stesso. Horford ha segnato solo due punti con quattro tiri in tutta la partita. A fine partita, i Celtics hanno tirato con il 37.5% dal campo, peggiore prestazione dal 19 dicembre.
Nei Warriors c'è anche da segnalare l'assenza di Andre Iguodala a causa di un'infiammazione al ginocchio destro. Inoltre c'è da segnalare il rientro in campo di Gary Payton II dopo un mese di assenza a causa della frattura del gomito avvenuta nella serie contro Memphis, partita chiusa con sette punti segnati in 25 minuti giocati.

### Gara 3
| Arbitri: | Scott Foster David Guthrie Courtney Kirkland |

|                                 |            |                            |
| Curry 31 Thompson 25 Wiggins 18 | Punti      | 27 Brown 26 Tatum 24 Smart |
| Porter Jr. 4                    | Assist     | 9 Tatum                    |
| Looney, Wiggins 7               | Rimbalzi   | 10 Williams III            |
| Steve Kerr                      | Allenatori | Ime Udoka                  |

Grazie ai 27 punti di Brown ed ai 26 di Tatum, Boston si è riportata in vantaggio per 2-1 nella serie, grazie alla vittoria 116-100 sui Warriors. I Celtics sono riusciti a staccare i Golden State di ben 18 punti dopo i primi due quarti, ma i Warriors li hanno recuperati nel terzo quarto grazie ad un parziale di 33-25, guidato dai 15 punti di Curry; gli stessi Warriors sono riusciti a passare in vantaggio per 83-82 chiudendo però il quarto in svantaggio con un punteggio di 93-89. La vittoria per i Celtics è giunta grazie ad un quarto quarto dominato per 23-11. Grazie alla maggiore fisicità i Celtics sono riusciti a vincere la partita dominando nel pitturato segnando 52 punti contri i 26 dei Warriors, oltre ad aver dominato a rimbalzo, catturandone 47 contro i 31 di Golden State. Il migliore per i Celtics è stato Robert Williams III con 10 rimbalzi e quattro stoppate.
Per i Golden State, Curry ha chiuso il match con 31 punti segnati e sei triple realizzate, mentre Klay Thompson ha realizzato 25 punti totali con cinque triple. Draymond Green è invece stato limitato dalla difesa dei Celtics, segnando solo due punti, catturando quattro rimbalzi e realizzando tre assist prima di uscire per falli per la seconda volta nella serie, diventando così il primo giocatore delle Finals ad uscire per falli dopo aver giocato almeno 34 minuti, marcando meno di cinque punti, cinque rimbalzi e cinque assist. Verso la fine del quarto quarto, i Warriors hanno perso anche Curry, uscito per infortunio dopo che Al Horford è caduto sulla sua gamba nel tentativo di recuperare una palla persa. Il giorno successivo comunque Curry ha dichiarato di avere buone possibilità di giocare in gara 4, dichiarando che sentiva "solo del dolore con cui doveva fare i conti", aggiungendo inoltre che l'infortunio non era serio come quello patito tempo fa che l'aveva tenuto fuori per 12 partite, quanto Marcus Smart lo infortunò al piede nel tentativo di recuperare una palla vagante.

### Gara 4
| Arbitri: | James Capers Kane Fitzgerald Eric Lewis |

|                                 |            |                            |
| Curry 43 Thompson 18 Wiggins 17 | Punti      | 23 Tatum 21 Brown 18 Smart |
| Green 8                         | Assist     | 6 Tatum                    |
| Wiggins 16                      | Rimbalzi   | 12 Williams III            |
| Steve Kerr                      | Allenatori | Ime Udoka                  |

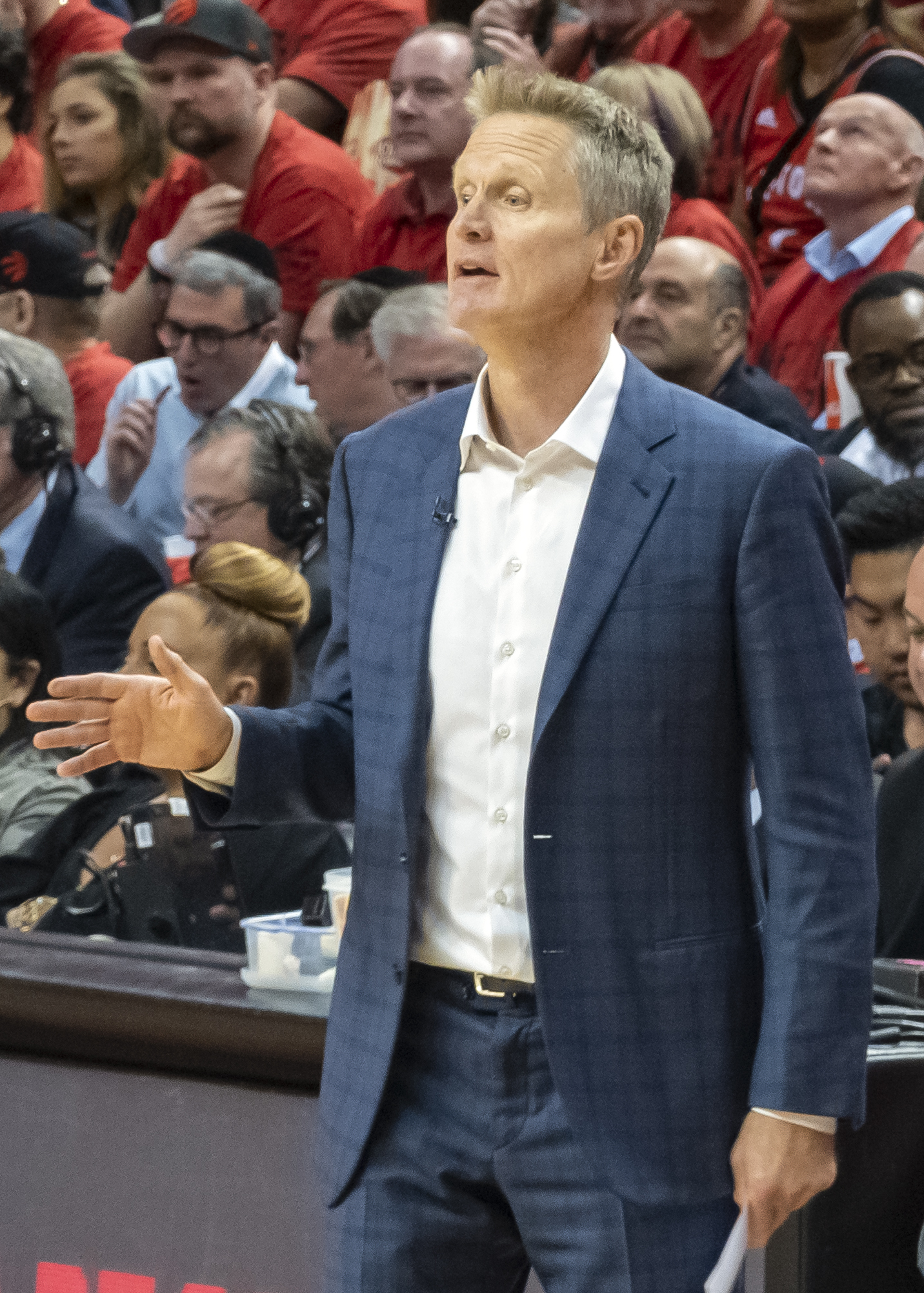
Golden State è riuscita ad imporre un parziale di 11-3 quando il coach Steve Kerr (in foto) ha deciso di sostituire Draymond Green con Kevon Looney.

Grazie ai 43 punti e 10 rimbalzi di Curry, i Warriors sono riusciti a vincere in trasferta gara 4, portando la serie in parità sul 2-2. Con due suoi canestri, i Warriors sono riusciti a ribaltare nel quarto quarto il vantaggio di quattro punti di Boston a sei punti di vantaggio, portando il risultato parziale sul 100-94. Nonostante l'infortunio subito nella partita precedente, Curry ha giocato per ben 41 minuti, mettendo a segno 14 dei 26 tiri tentati, tirando 7/14 da tre punti. Andrew Wiggins ha chiuso il match con 17 punti ed un career-high di 16 rimbalzi, grazie ai quali i Warriors hanno surclassato i Celtics a rimbalzo per 47-31, di cui 15 offensivi contro i soli 6 di Boston. Steve Kerr, coach dei Golden State, ha mischiato le carte ad inizio partita facendo partire in quintetto titolare Otto Porter Jr. al posto di Kevon Looney.
Nel primo quarto della partita, sia Curry che Tatum hanno segnato 12 punti; il quarto si è chiuso in sostanziale parità con il punteggio di 28-27 per Boston. Nel secondo quarto, i Celtics sono stati trascinati dai 10 punti di Brown, riuscendo a chiudere il primo tempo in vantaggio per 54-49. Fino a quel momento, per ben sei volte il punteggio è passato a favore dell'altra squadra. Le due squadre sono arrivate all'ottavo minuto dek quarto quarto in parità per 86-86, grazie anche ai 14 punti segnati da Curry nel solo terzo quarto. A cinque minuti dalla fine Boston era in vantaggio per 94-90, da quel momento fino ad 1 minuto e 18 secondi al termine, i Celtics hanno segnato un solo canestro; I Warriors ne hanno approfittato aprendo un parziale di 17-3 che li ha portati alla vittoria.
Curry è diventato così il terzo giocatore dei Warriors a con almeno 40 punti e 10 rimbalzi in una gara delle NBA Finals dopo Rick Barry nel 1967 e Kevin Durant nel 2018. Insieme a Michael Jordan e LeBron James, Curry è stato l'unico altro giocatore con almeno 34 anni a segnare 40 o più punti nelle NBA Finals. A fine partita Draymond Green ha segnato a tabellino solo due punti con 1 su 7 al tiro, ma è stato fondamentale per i suoi nove rimbalzi, otto assist e quattro palle rubate. Steve Kerr lo ha però tenuto in panchina per lunghi tratti del quarto quarto, preferendogli Looney il quale ha catturato 11 rimbalzi, con un plus-minus di +21. Infatti i Warriors erano in svantaggio di quattro punti quando Green è stato sostituito, dopo la sostituzione Golden State ha realizzato un parziale di 11-3 in quattro minuti fino al suo rientro in campo.
Per i Celtics, Tatum ha finito la partita con 23 punti ed 11 rimbalzi, segnando però un solo canestro in tutto il quarto quarto. Oltre a lui, Brown ha segnato 21 punti e Robert Williams III ha preso 12 rimbalzi.

### Gara 5
| Arbitri: | Marc Davis Tony Brothers Josh Tiven |

|                            |            |                                 |
| Tatum 27 Smart 20 Brown 18 | Punti      | 26 Wiggins 21 Thompson 16 Curry |
| Brown, Tatum 4             | Assist     | 8 Curry                         |
| Tatum 10                   | Rimbalzi   | 13 Wiggins                      |
| Ime Udoka                  | Allenatori | Steve Kerr                      |

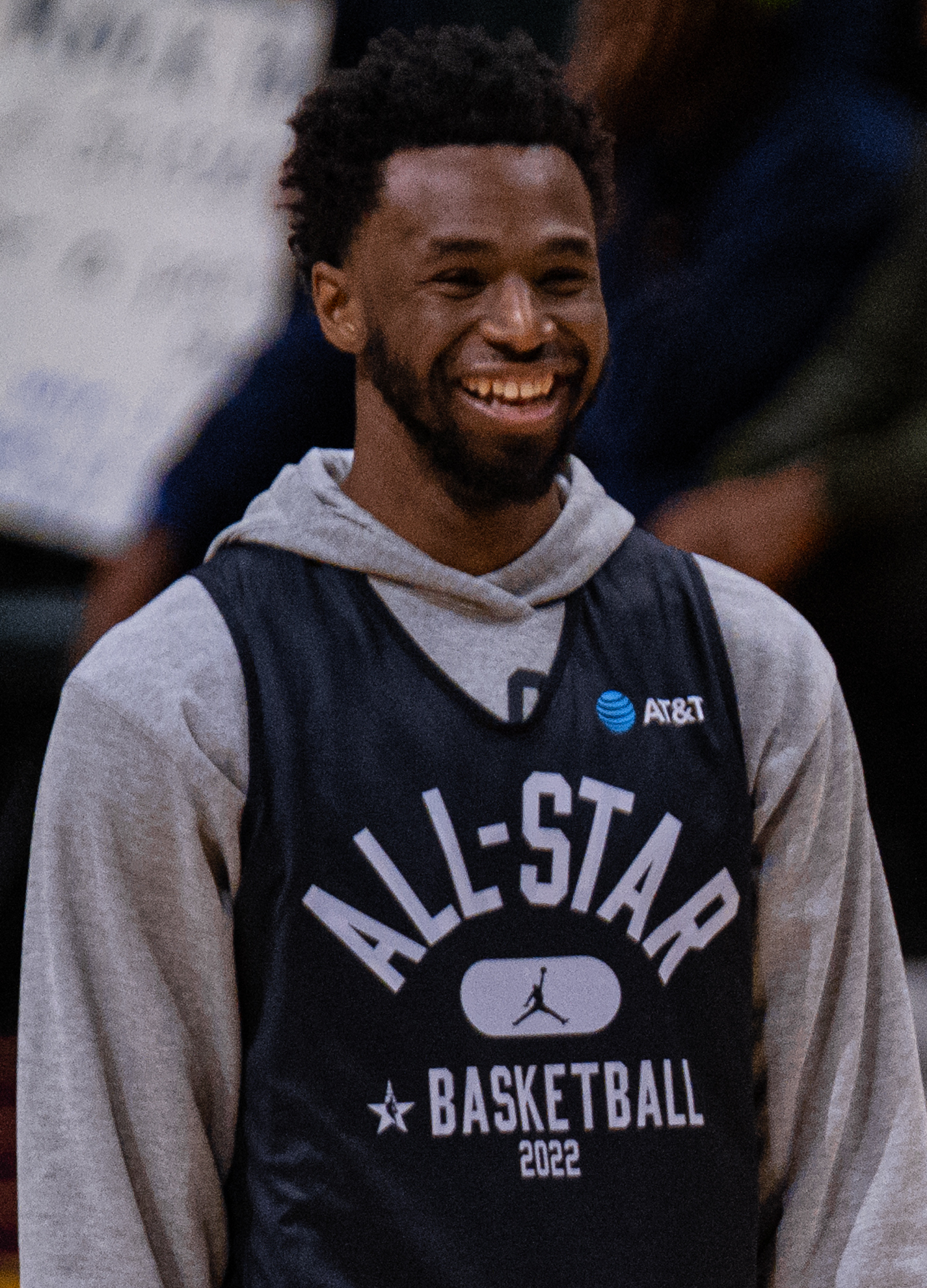
Andrew Wiggins è stato il migliore dei Warriors con 26 punti e 13 rimbalzi.

In gara 5 Wiggins ha segnato 26 punti e 13 rimbalzi, portando così Golden State al successo per 104-94, ad una sola partita di distanza dalla vittoria delle Finals. Thompson ha contribuito con 21 punti aiutando così i Warriors a superare la serata negativa di Curry, il quale ha chiuso con 16 punti ed otto rimbalzi ma tirando 0 su 9 da tre punti, grazie al raddoppio sistematico di Boston. Prima di gara 5, Curry aveva una striscia aperta di 38 gare consecutive con almeno due triple segnate, 132 partite di playoff con almeno una tripla realizzata e 233 partite consecutive di regluar e post season con almeno una tripla realizzata. Tatum ha realizzato 27 punti ed ha catturato 10 rimbalzi per i Celtics, senza però riuscire ad evitare a Boston la seconda sconfitta in due gare consecutive, prima volta in questi playoff.
I Warriors sono partiti forti, chiudendo il primo quarto in vantaggio di 16 punti. Boston ha però recuperato lo svantaggio con Curry in panca, ma il suo rientro ha riportato Golden State in vantaggio, chiudendo con un layup a fine secondo quarto per il 51-39 a favore dei Warriors. A fine primo tempo Wiggins aveva già segnato 16 punti ed aveva catturato sette rimbalzi, mentre Draymond Green aveva segnato 8 punti, dopo averne segnati solo 17 nelle altre quattro partita. I Warriors erano in vantaggio nonostante il 3 su 17 al tiro da tre punti. Boston è rimasta in partita soprattutto grazie ai 13 punti ed otto rimbalzi di Tatum. Al rientro dagli spogliatoi, Boston è passata in vantaggio grazie a 10 punti segnati di fila i quali hanno portato ad un parziale di 19-4, frutto anche di otto triple consecutive dopo aver sbagliato le prime 12 tentate. Al contrario, Golden State ha sbagliato tutti e otto i tiri da tre da inizio terzo quarto. Grazie ad un tiro di Jordan Poole da più di 10 metri sulla sirena del terzo quarto, i Warriors sono riusciti a riportarsi in vantaggio per 75-74. Nell’ultimo quarto i Warriors alzano nuovamente l'intensità difensiva, tenendo Boston a 4 su 15 dal campo ed a 2 su 8 da tre punti, riuscendo così a costruire l'allungo decisivo per portare la serie sul 3-2 per Golden State.
A fine partita, Klay Thompson ha realizzato 7 dei 14 tiri tentati, di cui cinque triple; tutti i Warriors però hanno tirato 9 su 40 da tre punti, di cui 0 su 6 solo di Wiggins. Green, uscito per sei falli a tre minuti dalla fine della partita, si è fermato ad otto punti, otto rimbalzi e sette assist. Golden State ha avuto un grande aiuto offensivo dalla panchina grazie ai 15 punti di Gary Payton ed ai 14 di Poole. Dall'altra parte, Boston ha chiuso con 11 su 32 da dietro l'arco, con Brown fermo a 0 su 5 e 5 su 18 dal campo, nonostante i 18 punti segnati. Williams ha invece chiuso con 10 punti ed otto rimbalzi.

### Gara 6
| Arbitri: | Zach Zarba David Guthrie John Goble |

|                              |            |                              |
| Curry 34 Wiggins 18 Poole 15 | Punti      | 34 Brown 19 Horford 13 Tatum |
| Green 8                      | Assist     | 9 Smart                      |
| Green 12                     | Rimbalzi   | 14 Horford                   |
| Steve Kerr                   | Allenatori | Ime Udoka                    |

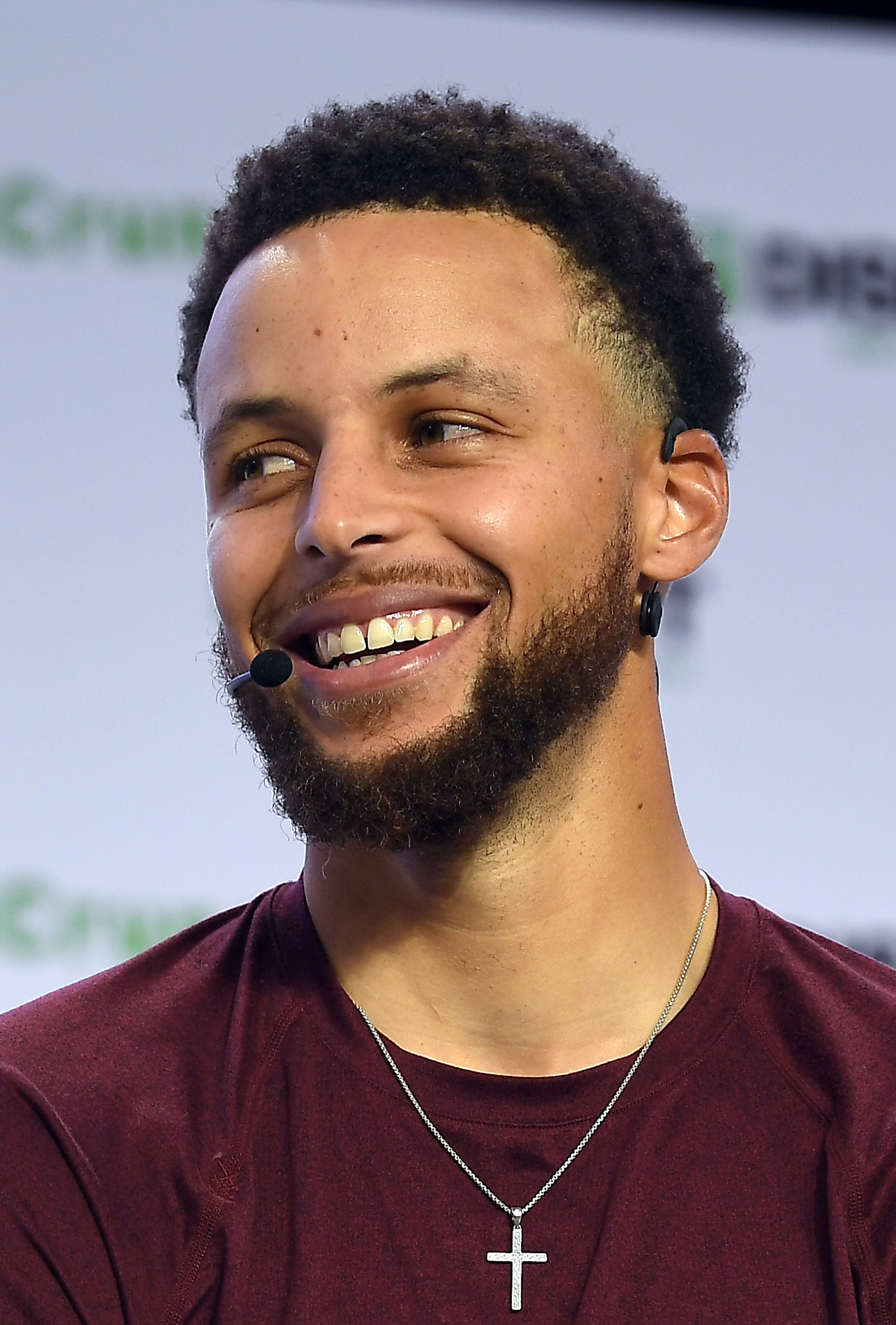
Stephen Curry ha ricevuto il premio di MVP delle Finals, realizzando 31,2 punti di media nella serie.

Prima di gara 6, Golden State aveva un record di 0-3 nelle gare decisive in trasferta, al contrario il record dei Celtics era 3-0 in gare che potevano portare all'eliminazione dal torneo. Nei primi minuti del match, Boston si porta subito in vantaggio per 14-2, ma la vena realizzativa si esaurisce a fine quarto; i Celtics infatti segnano solo un canestro negli ultimi tre minuti e mezzo del quarto. Golden State riesce infatti a chiudere in vantaggio il primo quarto per 27-22. Il secondo quarto continua come il primo, con Golden State che porta Boston a perdere ben 12 palloni, chiudendo il primo tempo con un parziale di 21-0 che permette ai Warriors di tornare negli spoglatoi sul punteggio di 54-39. Il 21-0 dei Warriors è stato il più grande parziale mai realizzato nella storia delle NBA Finals moderne. Nel terzo quarto Golden State è riuscita ad allargare il divario fino a 22 punti, venendo però parzialmente rimontata dai Celtics, i quali si riportano sul 76-66 a fine terzo quarto. I Warriors però riescono a mantenere il comando della partita, vincendo la partita per 103-90, conquistando così il quarto titolo NBA in otto stagioni. Questa è stata la seconda volta che una squadra in trasferta ha vinto il titolo NBA a Boston, oltre ai Los Angeles Lakers nelle Finals del 1985.
Per i Warriors, Curry ha segnato 34 punti, tirando 12-21 dal campo e 6 su 11 da tre punti, oltre a sette rimbalzi, sette assist e due palle rubate. Grazie alle sue ottime prestazioni, è stato votato come MVP delle Finals per la prima volta nella sua carriera, chiudendo la serie con 31.2 punti, 6.0 rimbalzi e 5.0 assist di media a partita. Curry è riuscito a segnare almeno 30 punti in tre gare consecutive di playoff a Boston, primo giocatore a riuscirci dopo LeBron James nel 2017. Green ha finito la partita con 12 punti (5 su 10 dal campo), segnando la sua prima tripla della serie dopo 12 tentativi, oltre a 12 rimbalzi, otto assist, due palle rubate e due stoppate. Per l'allenatore Steve Kerr, questa vittoria gli ha permesso di vincere il suo nono titolo NBA, di cui cinque come giocatore e quattro da allenatore, eguagliando il record di Phil Jackson, Red Auerbach, John Kundla, Gregg Popovich e Pat Riley. I Warriors sono anche diventati la prima squadra a passare dal peggior record NBA nella stagione 2019-2020 alla vittoria del titolo in soli tre anni. Grazie alla vittoria in gara 6, i Warriors hanno ottenuto la loro settima rimonta in postseason con la squadra sotto di 10 punti, eguagliando il record del 2011 e 2012 dei Miami Heat.
Tra le file dei Celtics, spicca solamente Jaylen Brown con 34 punti segnati, mentre Tatum ha chiuso il match con soli 13 punti, tirando 6 su 18 dal campo. Anche l'apporto della panchina dei Celtics è stato limitato, con Derrick White, Grant Williams e Payton Pritchard con soli cinque punti totali e due tiri realizzati su dieci tentati. Boston ha anche perso 22 palloni, con Tatum che ha stabilito un nuovo record, ossia il maggior numero di palle perse in postseason con 100. Con questa sconfitta, il record dei Celtics nelle NBA Finals è di 17-5, non riuscendo a superare i Lakers come squadra con i maggiori titoli NBA vinti.

## Roster delle squadre
| \| Pos. \| Num. \| Naz. \| Nome \| Altezza \| Peso \| Data nascita \| Provenienza \| \| ---- \| ---- \| ---- \| -------------------- \| ------- \| ------ \| ------------ \| -------------- \| \| G/AP \| 7 \| \| Brown, Jaylen \| 198 cm \| 102 kg \| 24-10-1996 \| UC Berkeley \| \| AG \| 8 \| \| Fitts, Malik \| 203 cm \| 104 kg \| 04-07-1997 \| Saint Mary's \| \| AP \| 30 \| \| Hauser, Sam \| 201 cm \| 98 kg \| 08-12-1997 \| Virginia \| \| A/C \| 42 \| \| Horford, Al \| 208 cm \| 111 kg \| 03-06-1986 \| Florida \| \| A/C \| 40 \| \| Kornet, Luke \| 218 cm \| 113 kg \| 15-07-1995 \| Vanderbilt \| \| A \| 4 \| \| Morgan, Juwan \| 203 cm \| 105 kg \| 17-04-1997 \| Indiana \| \| AP \| 26 \| \| Nesmith, Aaron \| 198 cm \| 97 kg \| 16-10-1999 \| Vanderbilt \| \| P \| 11 \| \| Pritchard, Payton \| 188 cm \| 91 kg \| 28-01-1998 \| Oregon \| \| AP \| 37 \| \| Ryan, Matt (TW) \| 201 cm \| 98 kg \| 17-04-1997 \| Chattanooga \| \| P/G \| 36 \| \| Smart, Marcus \| 190 cm \| 100 kg \| 06-03-1994 \| Oklahoma State \| \| G \| 13 \| \| Stauskas, Nik \| 198 cm \| 93 kg \| 07-10-1993 \| Michigan \| \| A \| 0 \| \| Tatum, Jayson \| 203 cm \| 95 kg \| 03-03-1998 \| Duke \| \| A/C \| 27 \| \| Theis, Daniel \| 203 cm \| 111 kg \| 04-04-1992 \| Germania \| \| G \| 97 \| \| Thomas, Brodric (TW) \| 196 cm \| 84 kg \| 28-01-1997 \| Truman State \| \| P/G \| 9 \| \| White, Derrick \| 193 cm \| 86 kg \| 02-07-1994 \| Colorado \| \| AG \| 12 \| \| Williams, Grant \| 201 cm \| 107 kg \| 30-11-1998 \| Tennessee \| \| C \| 44 \| \| Williams III, Robert \| 203 cm \| 108 kg \| 17-10-1997 \| Texas A&M \| | Allenatore - Ime Udoka Assistente/i - Will Hardy - Anthony Dobbins - Joe Mazzulla - Aaron Miles - Damon Stoudamire - Ben Sullivan Legenda - (C) Capitano - (FA) Free agent - (S) Sospeso - (GL) Assegnato alla squadra affiliata di G League - (TW) Two-way contract - Infortunato Roster • Transazioni · Ultima transazione: 9 aprile 2022 |                            |                      |         |        |              |                |
| Pos. | Num. | Naz.                       | Nome                 | Altezza | Peso   | Data nascita | Provenienza    |
| G/AP | 7 | Stati Uniti (bandiera)     | Brown, Jaylen        | 198 cm  | 102 kg | 24-10-1996   | UC Berkeley    |
| AG | 8 | Stati Uniti (bandiera)     | Fitts, Malik         | 203 cm  | 104 kg | 04-07-1997   | Saint Mary's   |
| AP | 30 | Stati Uniti (bandiera)     | Hauser, Sam          | 201 cm  | 98 kg  | 08-12-1997   | Virginia       |
| A/C | 42 | Rep. Dominicana (bandiera) | Horford, Al          | 208 cm  | 111 kg | 03-06-1986   | Florida        |
| A/C | 40 | Stati Uniti (bandiera)     | Kornet, Luke         | 218 cm  | 113 kg | 15-07-1995   | Vanderbilt     |
| A | 4 | Stati Uniti (bandiera)     | Morgan, Juwan        | 203 cm  | 105 kg | 17-04-1997   | Indiana        |
| AP | 26 | Stati Uniti (bandiera)     | Nesmith, Aaron       | 198 cm  | 97 kg  | 16-10-1999   | Vanderbilt     |
| P | 11 | Stati Uniti (bandiera)     | Pritchard, Payton    | 188 cm  | 91 kg  | 28-01-1998   | Oregon         |
| AP | 37 | Stati Uniti (bandiera)     | Ryan, Matt (TW)      | 201 cm  | 98 kg  | 17-04-1997   | Chattanooga    |
| P/G | 36 | Stati Uniti (bandiera)     | Smart, Marcus        | 190 cm  | 100 kg | 06-03-1994   | Oklahoma State |
| G | 13 | Canada (bandiera)          | Stauskas, Nik        | 198 cm  | 93 kg  | 07-10-1993   | Michigan       |
| A | 0 | Stati Uniti (bandiera)     | Tatum, Jayson        | 203 cm  | 95 kg  | 03-03-1998   | Duke           |
| A/C | 27 | Germania (bandiera)        | Theis, Daniel        | 203 cm  | 111 kg | 04-04-1992   | Germania       |
| G | 97 | Stati Uniti (bandiera)     | Thomas, Brodric (TW) | 196 cm  | 84 kg  | 28-01-1997   | Truman State   |
| P/G | 9 | Stati Uniti (bandiera)     | White, Derrick       | 193 cm  | 86 kg  | 02-07-1994   | Colorado       |
| AG | 12 | Stati Uniti (bandiera)     | Williams, Grant      | 201 cm  | 107 kg | 30-11-1998   | Tennessee      |
| C | 44 | Stati Uniti (bandiera)     | Williams III, Robert | 203 cm  | 108 kg | 17-10-1997   | Texas A&M      |

| \| Pos. \| Num. \| Naz. \| Nome \| Altezza \| Peso \| Data nascita \| Provenienza \| \| ---- \| ---- \| ---- \| ---------------------------- \| ------- \| ------ \| ------------ \| ----------------------- \| \| A/C \| 8 \| \| Bjelica, Nemanja \| 208 cm \| 106 kg \| 09-05-1988 \| Serbia \| \| P \| 2 \| \| Chiozza, Chris (TW) \| 180 cm \| 79 kg \| 21-11-1995 \| Florida \| \| P \| 30 \| \| Curry, Stephen \| 191 cm \| 84 kg \| 14-03-1988 \| Davidson \| \| AG \| 23 \| \| Green, Draymond \| 198 cm \| 104 kg \| 04-03-1990 \| Michigan State \| \| G/AP \| 9 \| \| Iguodala, Andre \| 198 cm \| 97 kg \| 28-01-1984 \| Arizona \| \| A \| 00 \| \| Kuminga, Jonathan \| 201 cm \| 105 kg \| 06-10-2002 \| The Patrick School (NJ) \| \| G \| 1 \| \| Lee, Damion \| 198 cm \| 95 kg \| 21-10-1992 \| Louisville \| \| A/C \| 5 \| \| Looney, Kevon \| 206 cm \| 100 kg \| 06-02-1996 \| UCLA \| \| G \| 4 \| \| Moody, Moses \| 198 cm \| 93 kg \| 31-05-2002 \| Arkansas \| \| P \| 0 \| \| Payton II, Gary \| 191 cm \| 88 kg \| 01-12-1992 \| Oregon State \| \| P \| 3 \| \| Poole, Jordan \| 193 cm \| 88 kg \| 19-06-1999 \| Michigan \| \| AP \| 32 \| \| Porter Jr., Otto \| 203 cm \| 90 kg \| 03-06-1993 \| Georgetown \| \| G \| 11 \| \| Thompson, Klay \| 198 cm \| 97 kg \| 08-02-1990 \| Washington State \| \| AP \| 95 \| \| Toscano-Anderson, Juan \| 198 cm \| 98 kg \| 10-04-1993 \| Marquette \| \| G \| 12 \| \| Weatherspoon, Quinndary (TW) \| 190 cm \| 93 kg \| 10-09-1996 \| Mississippi State \| \| A \| 22 \| \| Wiggins, Andrew \| 203 cm \| 92 kg \| 23-02-1995 \| Kansas \| \| C \| 33 \| \| Wiseman, James \| 216 cm \| 109 kg \| 31-03-2001 \| Memphis \| | Allenatore - Steve Kerr Assistente/i - Ron Adams - Kenny Atkinson - Mike Brown - Bruce Fraser - Jama Mahlalela - Dejan Milojević Legenda - (C) Capitano - (FA) Free agent - (S) Sospeso - (GL) Assegnato alla squadra affiliata di G League - (TW) Two-way contract - Infortunato Roster • Transazioni · Ultima transazione: 15 aprile 2022 |                         |                              |         |        |              |                         |
| Pos. | Num. | Naz.                    | Nome                         | Altezza | Peso   | Data nascita | Provenienza             |
| A/C | 8 | Serbia (bandiera)       | Bjelica, Nemanja             | 208 cm  | 106 kg | 09-05-1988   | Serbia                  |
| P | 2 | Stati Uniti (bandiera)  | Chiozza, Chris (TW)          | 180 cm  | 79 kg  | 21-11-1995   | Florida                 |
| P | 30 | Stati Uniti (bandiera)  | Curry, Stephen               | 191 cm  | 84 kg  | 14-03-1988   | Davidson                |
| AG | 23 | Stati Uniti (bandiera)  | Green, Draymond              | 198 cm  | 104 kg | 04-03-1990   | Michigan State          |
| G/AP | 9 | Stati Uniti (bandiera)  | Iguodala, Andre              | 198 cm  | 97 kg  | 28-01-1984   | Arizona                 |
| A | 00 | RD del Congo (bandiera) | Kuminga, Jonathan            | 201 cm  | 105 kg | 06-10-2002   | The Patrick School (NJ) |
| G | 1 | Stati Uniti (bandiera)  | Lee, Damion                  | 198 cm  | 95 kg  | 21-10-1992   | Louisville              |
| A/C | 5 | Stati Uniti (bandiera)  | Looney, Kevon                | 206 cm  | 100 kg | 06-02-1996   | UCLA                    |
| G | 4 | Stati Uniti (bandiera)  | Moody, Moses                 | 198 cm  | 93 kg  | 31-05-2002   | Arkansas                |
| P | 0 | Stati Uniti (bandiera)  | Payton II, Gary              | 191 cm  | 88 kg  | 01-12-1992   | Oregon State            |
| P | 3 | Stati Uniti (bandiera)  | Poole, Jordan                | 193 cm  | 88 kg  | 19-06-1999   | Michigan                |
| AP | 32 | Stati Uniti (bandiera)  | Porter Jr., Otto             | 203 cm  | 90 kg  | 03-06-1993   | Georgetown              |
| G | 11 | Stati Uniti (bandiera)  | Thompson, Klay               | 198 cm  | 97 kg  | 08-02-1990   | Washington State        |
| AP | 95 | Messico (bandiera)      | Toscano-Anderson, Juan       | 198 cm  | 98 kg  | 10-04-1993   | Marquette               |
| G | 12 | Stati Uniti (bandiera)  | Weatherspoon, Quinndary (TW) | 190 cm  | 93 kg  | 10-09-1996   | Mississippi State       |
| A | 22 | Canada (bandiera)       | Wiggins, Andrew              | 203 cm  | 92 kg  | 23-02-1995   | Kansas                  |
| C | 33 | Stati Uniti (bandiera)  | Wiseman, James               | 216 cm  | 109 kg | 31-03-2001   | Memphis                 |

## Statistiche dei giocatori
| Giocatore           | PG | PT | MP   | TC%   | 3P%   | TL%  | RP  | AP  | PRP | SP  | PP   |
| ------------------- | -- | -- | ---- | ----- | ----- | ---- | --- | --- | --- | --- | ---- |
| Jaylen Brown        | 6  | 6  | 38.8 | .431  | .340  | .806 | 7.3 | 3.7 | 0.8 | 0.3 | 23.5 |
| Jayson Tatum        | 6  | 6  | 40.7 | .367  | .455  | .656 | 6.8 | 7.0 | 1.2 | 0.7 | 21.5 |
| Marcus Smart        | 6  | 6  | 35.5 | .430  | .412  | .750 | 4.5 | 5.0 | 1.5 | 0.0 | 15.2 |
| Al Horford          | 6  | 6  | 31.8 | .605  | .625  | .667 | 8.5 | 2.8 | 0.7 | 0.7 | 12.5 |
| Robert Williams III | 6  | 6  | 26.3 | .769  | .000  | .833 | 7.5 | 1.5 | 0.8 | 2.8 | 7.5  |
| Derrick White       | 6  | 0  | 26.5 | .327  | .400  | .929 | 1.5 | 2.2 | 0.7 | 0.5 | 9.8  |
| Grant Williams      | 6  | 0  | 17.0 | .529  | .300  | .667 | 2.3 | 1.0 | 0.2 | 0.7 | 4.2  |
| Payton Pritchard    | 6  | 0  | 11.2 | .300  | .214  | .500 | 2.2 | 1.0 | 0.2 | 0.0 | 2.7  |
| Luke Kornet         | 3  | 0  | 2.0  | 1.000 | 1.000 | .000 | 0.7 | 0.3 | 0.0 | 0.0 | 1.7  |
| Daniel Theis        | 2  | 0  | 10.0 | .500  | .500  | .000 | 2.5 | 0.5 | 0.0 | 1.0 | 1.5  |
| Aaron Nesmith       | 5  | 0  | 3.2  | .333  | .000  | .750 | 0.8 | 0.4 | 0.2 | 0.0 | 1.4  |
| Malik Fitts         | 3  | 0  | 2.0  | 1.000 | 1.000 | .000 | 0.0 | 0.0 | 0.0 | 0.0 | 1.0  |
| Sam Hauser          | 5  | 0  | 2.2  | .333  | .500  | .000 | 0.0 | 0.4 | 0.0 | 0.0 | 0.6  |
| Nik Stauskas        | 5  | 0  | 1.8  | .250  | .250  | .000 | 0.6 | 0.2 | 0.0 | 0.0 | 0.6  |
| Juwan Morgan        | 4  | 0  | 1.3  | .000  | .000  | .000 | 0.3 | 0.0 | 0.0 | 0.0 | 0.0  |

| Giocatore             | PG | PT | MP   | TC%   | 3P%   | TL%   | RP  | AP  | PRP | SP  | PP   |
| --------------------- | -- | -- | ---- | ----- | ----- | ----- | --- | --- | --- | --- | ---- |
| Stephen Curry         | 6  | 6  | 37.5 | .482  | .437  | .857  | 6.0 | 5.0 | 2.0 | 0.2 | 31.2 |
| Andrew Wiggins        | 6  | 6  | 39.2 | .446  | .297  | .692  | 8.8 | 2.2 | 1.5 | 1.5 | 18.3 |
| Klay Thompson         | 6  | 6  | 38.3 | .356  | .351  | 1.000 | 3.0 | 2.0 | 1.3 | 0.5 | 17.0 |
| Draymond Green        | 6  | 6  | 36.2 | .333  | .125  | .583  | 8.0 | 6.2 | 1.7 | 0.7 | 6.2  |
| Otto Porter Jr.       | 6  | 3  | 17.0 | .588  | .563  | 1.000 | 2.0 | 1.0 | 1.0 | 0.2 | 5.2  |
| Kevon Looney          | 6  | 3  | 21.7 | .636  | .000  | 1.000 | 7.5 | 2.7 | 0.7 | 0.8 | 5.0  |
| Jordan Poole          | 6  | 0  | 20.8 | .435  | .385  | .909  | 1.8 | 1.8 | 0.5 | 0.2 | 13.2 |
| Gary Payton II        | 5  | 0  | 18.6 | .591  | .286  | .700  | 3.2 | 1.4 | 1.6 | 0.4 | 7.0  |
| Andre Iguodala        | 4  | 0  | 4.8  | .750  | 1.000 | .000  | 0.0 | 1.3 | 0.0 | 0.0 | 1.8  |
| Nemanja Bjelica       | 5  | 0  | 5.8  | .500  | .500  | .000  | 1.6 | 0.2 | 0.4 | 0.0 | 1.8  |
| Moses Moody           | 4  | 0  | 2.8  | 1.000 | .000  | .000  | 0.0 | 0.0 | 0.0 | 0.3 | 0.5  |
| Jonathan Kuminga      | 4  | 0  | 2.0  | .000  | .000  | .000  | 0.3 | 0.0 | 0.0 | 0.0 | 0.0  |
| Damion Lee            | 4  | 0  | 2.0  | .000  | .000  | .000  | 0.0 | 0.0 | 0.0 | 0.0 | 0.0  |
| Juan Toscano-Anderson | 4  | 0  | 2.0  | .000  | .000  | .000  | 0.5 | 0.8 | 0.0 | 0.0 | 0.0  |

- MVP delle Finals
- Grassetto: Migliore statistica di squadra
- Fonte: Basketball Reference[67]

## Logo e trofeo ridisegnati
Il 13 aprile la NBA ha svelato la nuova versione del logo delle NBA Finals, il quale era stato utilizzato dal 1986 al 1995 e dal 2004 al 2017. Il nuovo logo ha anche una rappresentazione del Larry O'Brien Championship Trophy sullo sfondo.
Il 12 maggio la NBA ha annunciato che sia il Larry O'Brien Championship Trophy che il Bill Russell NBA Finals Most Valuable Player Trophy sono stati rinnovati. Tra le nuove modifiche al Larry O'Brien Trophy, la sua base è ora composta da due dischi che elencano i nomi di tutte le precedenti squadre vincitrici. Il Bill Russell Trophy è passato da una palla d'oro e una rete d'argento ad essere quasi totalmente d'oro con solo piccoli punti d'argento.